# Zil (Instrument)
Zil ist das türkische Wort für Zimbeln, die in der Musik der Türkei gespielt werden. Kleine kreisrunde Fingerzimbeln sorgen bei Volkstänzen, größere Paarbecken in den aus der osmanischen Zeit stammenden Militärkapellen Mehterhâne für den Rhythmus. Ferner werden mit zil Glocken bezeichnet.

## Etymologie
Die Etymologie von zil ist nicht eindeutig geklärt. Möglich ist die Herleitung von sanskrit jhilli in der Bedeutung von „Zimbel“. Hiermit sind die Zimbeln sil (oder sil sngan) der tibetischen Musik verwandt. Gemeinsamer Ursprung könnte die alte semitische Wurzel ṣ-l-l sein, die mit „klirren, surren“ übersetzt wird. Davon leitet sich auch das hebräische ṣeṣelīm ab, ein mit „Zimbel“ übersetztes Wort im Plural, dessen Singular unbekannt ist, im Aramäischen heißt es ṣelselīn. Eine andere Herleitung erfolgt aus dem Persischen zīr, das sich über die Zwischenstufe zēr aus der älteren Schreibweise az-ēr („von unterhalb“) entwickelte und die Bedeutung „hoch“ bezogen auf die höchste Saite der Laute barbat oder eine hohe Stimme erhielt. Zil teli ist im Türkischen die „höchste Saite“; bei der viersaitigen westgeorgischen Langhalslaute tschonguri bezeichnet zili eine kurze Saite, die nur bis zur Hälfte des Halses reicht. Der Buchstabentausch von zīr nach zil ist eine übliche phonetische Verschiebung. Das englische Wort zill ist aus dem Türkischen übernommen und bezeichnet allgemein Zimbeln, während englisch cymbal im Deutschen Becken meint.
Zil ist kein alttürkisches Wort. Eine zentralasiatische Quelle aus dem 11. Jahrhundert bezeichnet Fingerzimbeln als çenğ, heute werden speziell Zimbeln in Militärkapellen noch çeng-i harbî genannt. Das Wort stammt vom persischen čang („Harfe“) ab, das mit persisch زنگ, DMG zang, ‚Glocke, Glöckchen‘ in Verbindung gebracht wird, und bezeichnet damit auch die historische persische Winkelharfe (eingedeutschte Umschrift tschang). Dieselbe Winkelharfe (çeng) war auch in der osmanischen Musik verbreitet. Frühe islamische Autoren erwähnen, dass das arabische Wort صنج, DMG ṣanǧ (Pl. ṣunūǧ) aus dem Persischen abgeleitet sei und ebenfalls Zimbel bedeute. In Ägypten verwenden Tänzerinnen heute die Zimbeln sāǧāt.

## Form und Spielweise

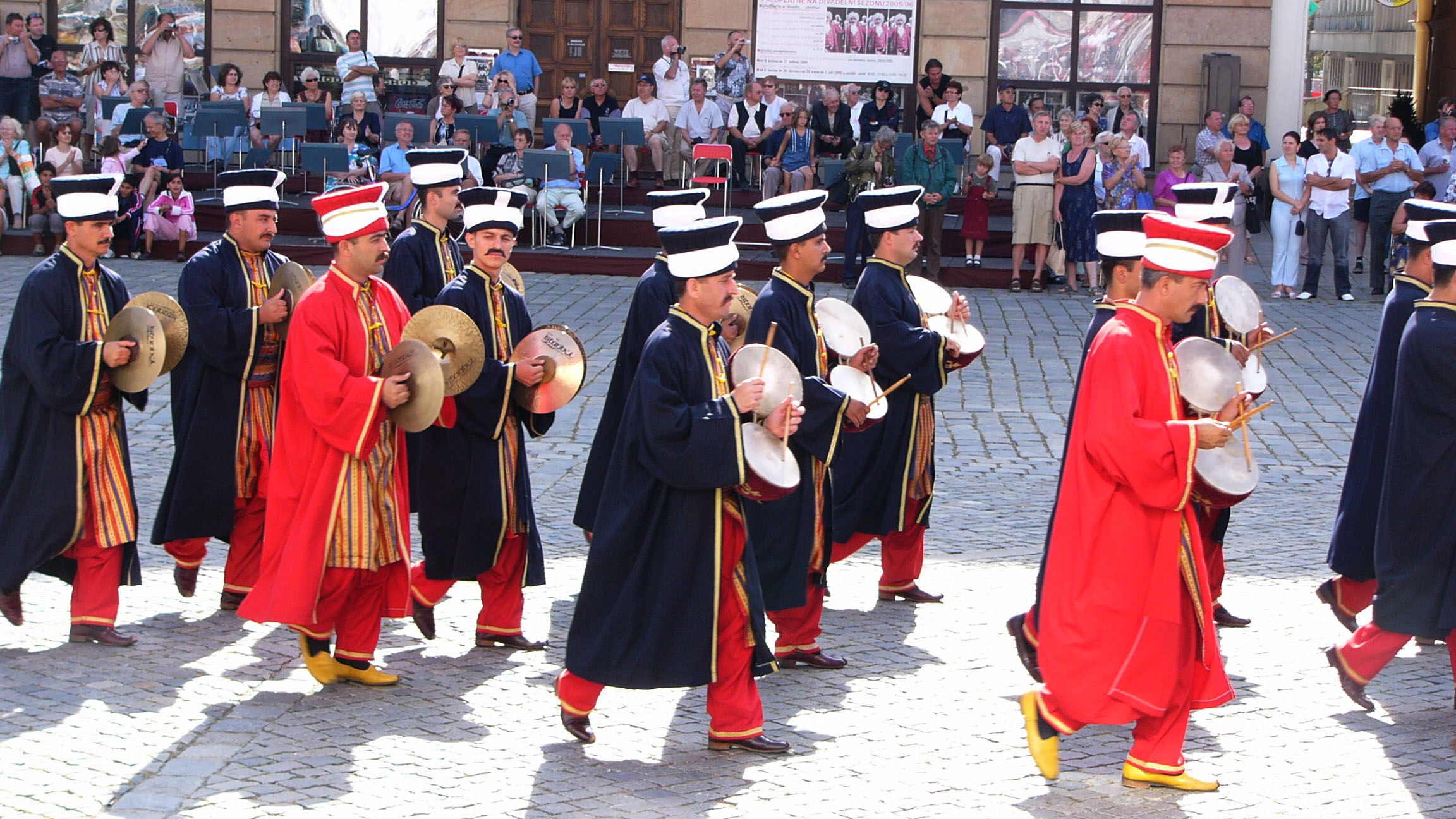
Mehterhâne. Sechsergruppe mit Zil folgt Achtergruppe mit nakkare

Zimbeln gehören zu den Gegenschlag-Idiophonen, sie bestehen aus zwei gleich großen Metallplatten, die mit beiden Händen, oder im Fall der Fingerzimbeln, zwischen den Fingern einer Hand zusammengeschlagen werden. Glocken haben eine tiefe runde Form, sie werden am Scheitelpunkt aufgehängt oder gehalten und am Rand angeschlagen.
Die osmanischen mehterhâne waren Musikkapellen, die zu Repräsentationszwecken, zur Unterhaltung am Hof des Sultans und um die Truppen während der Schlacht anzuspornen auftraten. Mehrere Musiker mit lautstarken, senkrecht gehaltenen Paarbecken (zil) mussten sich als Rhythmusinstrumente gegenüber verschiedenen Trommeln (zusammenfassend tabl), den großen zweifelligen davul und den kleinen, paarweise gespielten Bechertrommeln nakkare (entspricht in der klassischen Musik der kudüm) durchsetzen. Musizierende Becken wurden Ende des 12. Jahrhunderts erstmals erwähnt, auf Abbildungen aus dem 15. Jahrhundert sind sie zu sehen. Früher wurden Unisono-Töne oder wenige Intervalle mit gewundenen Trompeten (boru), geraden Trompeten (nafīr) und dem Doppelrohrblattinstrument zurna geblasen.
In der türkischen Tanzmusik werden von Tänzerinnen gespielte Fingerzimbeln (parmak zili) aus Messing hergestellt, die bis ins 19. Jahrhundert in Frauenkleidern vor Männergesellschaften auftretenden Tanzknaben (köçek) hielten Zimbeln aus Eisen oder die ansonsten nur von Frauen gespielten Tamburine (def) in den Händen. Die weibliche Konkurrenz zu den Tanzknaben in der erotischen Unterhaltungskunst waren die Bauchtänzerinnen çengi, deren Name von der Harfe çeng abgeleitet wird. Abbildungen aus dem 17. und 18. Jahrhundert zeigen die Tänzerinnen meist nicht mit Zimbeln, sondern mit den Kastagnetten çarpara (von persisch chahār pāra, „vier Teile“).
Parmak zili aus Eisen haben einen Durchmesser von 67 mm und in der Mitte einen Buckel von 30 mm Durchmesser und 20 mm Höhe. Die Materialstärke am Rand beträgt 2,7 mm. Die etwas kleineren Messingzimbeln haben Durchmesser von 45 mm und einen 10 mm hohen Buckel mit 20 mm Durchmesser. Nur Frauen oder als Frauen verkleidete Männer spielen Fingerzimbeln, egal ob sie tanzen oder als Begleitmusiker agieren. Das Begleitorchester gehört zum weit verbreiteten davul-zurna-Typ, bei dem die Fasstrommel davul und das Oboeninstrument zurna zusammenspielen. Die Aufführungen finden üblicherweise anlässlich von Hochzeiten, Beschneidungen oder sonstigen Familienfeiern statt. Zimbeln sind heute in weiten Gebieten der Türkei verbreitet, wo sie fehlen, dürften sie in einem schlechten Ruf wegen ihrer Verbindung zu den früheren unsittlichen Bauchtänzerinnen und Tanzknaben stehen. Anstelle der Zimbeln kommen gelegentlich auch Löffel (kaşık) zum Einsatz.

## Besondere Formen

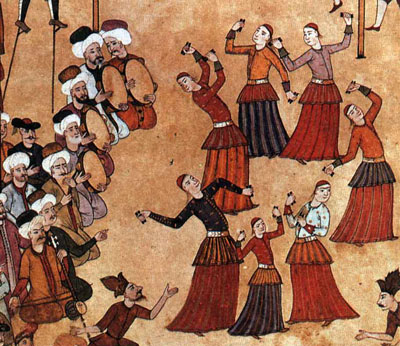
Reihe Musiker spielen Rahmentrommeln mit Schellenkranz zilli def, links unten eine Stachelfiedel rabāb. Die als Frauen gekleideten Tanzjungen halten die Kastagnetten çarpara in Händen. Illustration aus dem Surnâme-i Vehbî von 1720

Zilli maşa sind traditionell von Schmieden, besonders von Roma-Handwerkern hergestellte Holzkohlezangen (maşa), die im vorderen Drittel der Länge nach aufgesägt und seitlich in einer Kurvenform nach außen gebogen werden. An beiden Spitzen werden jeweils gegenüber zwei kleine Zimbeln mit etwa 40 mm Durchmesser befestigt. Der Oberbegriff für dieses Instrument ist Gabelbecken. Es wird mit der linken Hand am hinteren Ende in Brusthöhe gehalten und im Bereich der Abzweigung auf die darunter vor den Körper gehaltene rechte Handfläche geschlagen. Das Musikinstrument wird in kleinen Besetzungen zur Tanzbegleitung eingesetzt. Im Unterschied zu den Fingerzimbeln wird das Instrument mehrheitlich von Männern verwendet. Ein lokales Orchester in Zonguldak brachte eine einfellige Tontrommel küp, eine endgeblasene Flöte aus Metall (düdük, ein Hirteninstrument), mehrere Langhalslauten saz und zilli maşa zusammen.
Zil oder çan heißen große Kuhglocken, wobei çan wiederum vom persischen čang abgeleitet ist. Usbekisch, uigurisch und weiter Richtung China bedeutet dies ebenfalls „Glocke“.
Die einfellige Rahmentrommel def mit Schellenkranz wird genauer zilli def oder zilli tef genannt. Def steht für die 28 bis 30 cm große Trommel, deren 4 bis 6 cm hoher Rand mit Fingerzimbeln (parmak zili) aus Messing bestückt ist. Ihr Durchmesser beträgt mit 55 mm etwas mehr als die üblichen 45 mm. Die Zimbeln sind paarweise oder zu dritt übereinander an zwei bis sieben Stellen gleichmäßig über den Rand verteilt.
In Armenien bezeichnet ziler eine früher rituell verwendete Handzimbel, die aus einem Holzgriff besteht, an dessen oberem Ende baumförmig fünf Metallstäbe mit kleinen Metallscheiben abgehen.